# Jon Anderson
John Roy „Jon“ Anderson (* 25. října 1944 Accrington, Anglie) je britský rockový hudebník, známý především jako bývalý zpěvák art rockové skupiny Yes. Je také úspěšným sólovým muzikantem. Přes 20 let též spolupracoval s Vangelisem v duu Jon & Vangelis. Dalšími hudebníky, se kterými Anderson hrál a zpíval, jsou např. King Crimson, Mike Oldfield, Toto, Tangerine Dream, Peter Machajdík nebo Jean-Luc Ponty. Anderson zpívá svým charakteristickým vysokým hlasem.

## Sólová diskografie
- Olias of Sunhillow (1976)
- Song of Seven (1980)
- Animation (1983)
- 3 Ships (1985)
- In the City of Angels (1988)
- Deseo (1994)
- Change We Must (1994)
- Angels Embrace (1995)
- Toltec (1996)
- Earth Mother Earth (1997)
- The Promise Ring (1997)
- The More You Know (1998)
- Survival & Other Stories (2011)
- 1000 Hands: Chapter One (2019)